# Corre GC Corre
Corre GC Corre fue un programa de televisión transmitido de lunes a viernes a las 4 de la tarde, por el Canal 5 de Televisa en 1987. A mitades de la década de los '80s el “gato GC” fue la mascota del Canal 5, durante varios años fue muy popular entre los niños que veían “Corre GC Corre”, programa producido con el formato del Maratón de conocimientos, en el que los niños ayudaban a Gato GC en su carrera contra la ignorancia. Basado en el popular juego de mesa Trivial Pursuit, en México llamado Maratón.

## Sinopsis
El programa tuvo varias facetas, en una de ellas se invitaban diferentes escuelas y algunos de sus alumnos participaban para obtener premios.

## Conductores
El programa fue producido por Talina Fernández y Víctor Gordoa, dirigida por Rafael Baldwin y conducida por varios “valores” infantiles y juveniles de Televisa.
- Moisés Suárez como el gato GC.
- Ginny Hoffman
- Arturo García Tenorio como la Ignorancia (Primera Ignorancia).
- Omar Cruz Román de Wintel como la Ignorancia (Segunda Ignorancia, aunque apareció antes como el hijo de la Ignorancia, se quedó como tal al salir García Tenorio de la emisión).

+ Las gemelas Ivonne e Ivette
- Marichelo Puente (Hermana de la cantante Anahí).
- Christian Uribe (más conocido por el programa Chiquilladas).
- Vicky Rodel (más conocida por el programa Chiquilladas).
- Mago Rolando
- Paco Barrientos co el segundo GC.